# 崔亮 (明朝)
崔亮（？—1370年），字宗明，藁城县（今河北藁城）人，明朝初期官员。
其早年为元朝浙江行省掾。朱元璋部队到达舊館时候，崔亮投降，命为中書省禮曹主事，后升任濟南知府，后因母请辞。洪武元年（1368年），禮部尚書錢用壬请辞时，请崔亮代任。当初即位、礼仪等条文都是其所规定，后升任礼部尚书后，礼仪仍然招用錢用壬时期规定。洪武三年，死于任上。